# Амир Рашид Мухаммед
Амир Рашид Мухаммед аль-Убайди (1939 г.р.) — иракский политический и военный деятель, генерал. Последний министр нефти в правительстве Саддама Хусейна, его советник.
Амир Рашид Мухаммед по образованию военный инженер, получил затем генеральское звание. До того, как в 1995 году он стал министром нефтяной промышленности, Рашид отвечал за военно-промышленный комплекс. Его жена — доктор-микробиолог Рихаб Таха по прозвищу Доктор Бактерия, как считается, играла видную роль в иракской программе разработки биологического оружия.
Аль-Убайди участвовал в переговорах с группой западных и турецких компаний для разработки пяти крупных месторождений газа и строительство газового экспортного трубопровода в Турцию. Он также участвовал в возобновлении откачки нефти по трубопроводу в Сирию объёмом в среднем 150000-200000 б / д. 7 января 2003 года по указу Саддама Хусейна Амир Рашид Мухаммед был отправлен в отставку в связи с достижением им пенсионного возраста. Временно исполняющим обязанности министра нефти назначен Самир Абдель Азиз ан-Наджим.
После вторжения войск коалиции в Ирак, Амир Рашид Мухаммед был включен в список самых разыскиваемых иракцев (в виде пиковой шестёрки). 14 апреля американские спецназовцы вошли в дом министра в Багдаде с целью арестовать его и его жену, но ему удалось скрыться. Амир Рашид Мухаммед добровольно сдался американским войскам 28 апреля, спустя месяц была арестована и его жена.
В апреле 2012 года был тайно выпущен на свободу.